# Džigme Khesar Namgjel Wangčhug
Džigme Khesar Namgjel Wangčhug (* 21. února 1980) je v pořadí pátý bhútánský král a hlava rodu Wangčhugů. Králem Bhútánu se stal 6. listopadu 2008.

## Život
Džigme je nejstarší ze čtyř synů předchozího krále Džigme Singgjä Wangčhuga a jeho třetí ženy, královny Tsering Jangdon. Vzdělání obdržel v Bhútánu a ve Spojených státech a poté studoval na Oxfordské univerzitě. Cestoval tehdy do zahraničí, kde při několika příležitostech reprezentoval Bhútán.
V roce 2005 král Džigme Singgjä Wangčhug oznámil, že se chystá k abdikaci a na trůn nastoupí jeho nejstarší syn. 14. prosince 2006 skutečně odstoupil, korunovace nového krále však byla odložena až na dobu po prvních parlamentních volbách, které proběhly v březnu 2008 a jimiž byl završen přechod země na parlamentní demokracii. Nový král, jehož role byla ústavou znatelně omezena, se oficiálně chopil moci 6. listopadu 2008 v královském paláci v Thimbú. Korunovace se zúčastnily tisíce zahraničních hodnostářů včetně indické prezidentky Pratibhy Pátilové a bollywoodských hvězd.
Současný král za dobu své vlády podepsal novou přátelskou smlouvu s Indií, která tak nahradila dosavadní smluvní doklad z roku 1947, a několikrát cestoval po Bhútánu i do zahraničí.
20. května 2011 král oznámil, že v říjnu tohoto roku chystá svatbu. Svatební obřad proběhl 13. října v klášteře Punakha Dzong ve městě Punakha a byl veden nejvýznamnějším buddhistickým duchovním v zemi. Svatbu přenášela živě bhútánská televize, ale nebyli přítomni představitelé zahraničních panovnických rodů, jak je zvykem při královských svatbách v Evropě. Královou manželkou a bhútánskou královnou je Džetsun Pema. Na rozdíl od svého otce se král rozhodl odložit zvyk mnohoženství, Džetsun Pema by tedy měla zůstat jeho jedinou manželkou.
11. listopadu 2015 bylo oznámeno, že královský pár očekává narození prvního potomka, syna. Královský pár oznámil 5. února 2016 narození syna přes jejich facebookovou stránku. Dědic trůnu se narodil za přítomnosti krále v paláci Lingkana v hlavním městě Thimbú. 16. dubna 2016 bylo oznámeno, že princ se jmenuje Džigme Namgjal Wangčhug.